# ميلتون بريان (بيدفوردشير)
ميلتون بريان (بالإنجليزية: Milton Bryan)‏ هي قرية و أبرشية مدنية تقع في المملكة المتحدة في إنجلترا.  يقدر عدد سكانها بـ 220 نسمة .